# 上新集镇
上新集镇，是中华人民共和国湖北省黄冈市红安县下辖的一个乡镇级行政单位。

## 行政区划
上新集镇下辖以下地区：
上新集社区、桥店村、石古岭村、王家榜村、其亭榜村、王郎冲村、保安寨村、复兴村、高楼村、李氏畈村、韭菜园村、高山庙村、黄才畈村、吴子墩村、王家店村、北岗村、上新集村、红马山村、赵家湾村、水口寺村、石牛山村、龙井冲村、郑家冲村、余家岗村和大庙村。